# Молвотицкое сельское поселение
Молвотицкое се́льское поселе́ние — упразднённое муниципальное образование в Марёвском муниципальном районе Новгородской области России.
Административный центр — село Молвотицы.
Упразднено в марте 2020 года Марёвский район в связи с преобразованием муниципального района в муниципальный округ. Оно соответствует административно-территориальной единице Молвотицкое поселение Марёвского района.

## География
Территория сельского поселения расположена на юге Новгородской области на Валдайской возвышенности, к северо-востоку от Марёва. По территории муниципального образования протекают реки Пола, Щебереха (приток Полы), Стабенка (приток Щеберехи), Каменка (приток Полы), Белка (приток Полы) Дымцевка (приток Ладомирки), Ожеедка (приток Ладомирки).

## История
Молвотицкое сельское поселение было образовано законом Новгородской области от 17 января 2005 года № 401-ОЗ, Молвотицкое поселение — законом Новгородской области от 11 ноября 2005 года № 559-ОЗ.
12 апреля 2010 года в состав Молвотицкого поселения вошли все населённые пункты упразднённого Горного сельского поселения.

## Население
| 2010 | 2012 | 2013 | 2014 | 2015 | 2016 | 2017 |
| ---- | ---- | ---- | ---- | ---- | ---- | ---- |
| 1007 | ↘951 | ↘931 | ↘888 | ↘884 | ↗885 | ↗895 |

## Населённые пункты
В состав поселения входят 53 населённых пункта.
| №  | Населённый пункт | Тип населённого пункта | Население |
| -- | ---------------- | ---------------------- | --------- |
| 1  | Антаново         | деревня                | →0        |
| 2  | Бель-1           | деревня                | ↘8        |
| 3  | Бель-2           | деревня                | →1        |
| 4  | Боково           | деревня                | →1        |
| 5  | Бор              | деревня                | →2        |
| 6  | Борок            | деревня                | →0        |
| 7  | Будьково         | деревня                | →0        |
| 8  | Быково           | деревня                | →14       |
| 9  | Василёвщина      | деревня                | ↘4        |
| 10 | Васильки         | деревня                | →0        |
| 11 | Великуша         | деревня                | →1        |
| 12 | Воскресенское    | деревня                | ↗16       |
| 13 | Гнутище          | деревня                | →2        |
| 14 | Гоголино         | деревня                | →1        |
| 15 | Горки            | деревня                | →3        |
| 16 | Горное           | деревня                | ↘93       |
| 17 | Гусево           | деревня                | →6        |
| 18 | Дорофеево        | деревня                | →0        |
| 19 | Дубровка         | деревня                | →8        |
| 20 | Заборовье        | деревня                | ↘21       |
| 21 | Заселье          | деревня                | →19       |
| 22 | Канищево         | деревня                | →1        |
| 23 | Кирилково        | деревня                | →3        |
| 24 | Кожино           | деревня                | →0        |
| 25 | Корнево          | деревня                | →0        |
| 26 | Лаптево          | деревня                | →7        |
| 27 | Латкино          | деревня                | →2        |
| 28 | Лёхово           | деревня                | →1        |
| 29 | Линье            | деревня                | →0        |
| 30 | Любно            | деревня                | →27       |
| 31 | Мамоновщина      | деревня                | ↘46       |
| 32 | Молвотицы        | село                   | ↗307      |
| 33 | Наумово          | деревня                | →3        |
| 34 | Николаевское     | деревня                | →0        |
| 35 | Новая Русса      | деревня                | ↘88       |
| 36 | Новое Маслово    | деревня                | →0        |
| 37 | Новый Новосёл    | деревня                | →2        |
| 38 | Островня         | деревня                | ↘3        |
| 39 | Павлово          | деревня                | →7        |
| 40 | Первомайский     | посёлок                | ↘196      |
| 41 | Печище           | деревня                | →0        |
| 42 | Поля             | деревня                | ↘7        |
| 43 | Сивущено         | деревня                | →0        |
| 44 | Сидорово         | деревня                | →3        |
| 45 | Сопки            | деревня                | ↘3        |
| 46 | Спасово          | деревня                | ↘1        |
| 47 | Старое Маслово   | деревня                | →0        |
| 48 | Сысоево          | деревня                | →3        |
| 49 | Теплынька        | деревня                | →9        |
| 50 | Чёрные Луки      | деревня                | ↘2        |
| 51 | Шавлово          | деревня                | →3        |
| 52 | Шепелёво         | деревня                | →3        |
| 53 | Шерякино         | деревня                | →1        |

## Транспорт
По территории сельского поселения проходит автодорога из Марёва в Демянск.